# 皮薩里夫卡 (聶伯彼得羅夫斯克州)
48°20′37″N 35°46′28″E / 48.34361°N 35.77444°E
皮薩里夫卡（羅馬化：Pysarivka）是烏克蘭的村落，位於該國中部第聶伯羅彼得羅夫斯克州，由巴甫洛赫拉德區特羅伊茨凱市鎮負責管轄，處於小泰爾薩河右岸，始建於1775年，海拔高度77米，2001年人口533。